# Gare de Fons - Saint-Mamert
La gare de Fons - Saint-Mamert est une gare ferroviaire française de la ligne de Saint-Germain-des-Fossés à Nîmes-Courbessac (également appelée Ligne des Cévennes), située sur le territoire de la commune de Fons, à proximité de Saint-Mamert-du-Gard, dans le département du Gard, en région Occitanie.
Elle est mise en service en 1840 par la Compagnie des Mines de la Grand’Combe et des chemins de fer du Gard. C'est une halte de la Société nationale des chemins de fer français (SNCF), desservie par des trains TER Occitanie.

## Situation ferroviaire
Établie à 99 m d'altitude, la gare de Fons - Saint-Mamert est située au point kilométrique (PK) 703,747 de la ligne de Saint-Germain-des-Fossés à Nîmes-Courbessac entre les gares de Saint-Geniès-de-Malgoirès et de Nîmes.

## Histoire
La station de Fons est située sur la deuxième section d'Alès à Nîmes, de la ligne d'Alès à Beaucaire, qui est mise en service, par la Compagnie des Mines de la Grand’Combe et des chemins de fer du Gard, le 1er août 1840.
Au niveau architectural, par l'utilisation de briques rouges, elle n'est pas sans rappeler, de manière plus épurée, sa voisine de Ners, construite à la même époque.
La gare de Fons figure dans la nomenclature 1911 des gares, stations et haltes, de la Compagnie des chemins de fer de Paris à Lyon et à la Méditerranée. Elle porte le no 3 de la ligne de Moret-Les-Sablons à Nîmes. Elle dispose du service complet de la grande vitesse (GV), « à l'exclusion des chevaux chargés dans des wagons-écuries s'ouvrant en bout et des voitures à 4 roues, à deux fonds et à deux banquettes dans l'intérieur, omnibus, diligences, etc. »  et du service complet de la petite vitesse (PV) avec la même limitation.
En 2011, l'ancien bâtiment voyageurs est toujours présent, mais n'est plus utilisé par la halte SNCF.

## Fréquentation
L'évolution de la fréquentation de la gare est présentée dans le tableau ci-dessous.
| Année           | 2015   | 2016   | 2017   | 2018   | 2019   | 2020   | 2021   | 2022   | 2023   |
| --------------- | ------ | ------ | ------ | ------ | ------ | ------ | ------ | ------ | ------ |
| Voyageurs seuls | 12 214 | 15 647 | 18 184 | 19 029 | 23 178 | 11 709 | 14 083 | 13 997 | 16 519 |

## Service des voyageurs

### Accueil
Halte SNCF, c'est un point d'arrêt non géré (PANG) à entrée libre.

### Desserte
Fons - Saint-Mamert est desservie par des trains TER Occitanie.

### Intermodalité
Un parking pour les véhicules est aménagé. Des cars TER Occitanie assurent un service en complément des dessertes ferroviaires.